# Augustin Münzmeister von Breisach

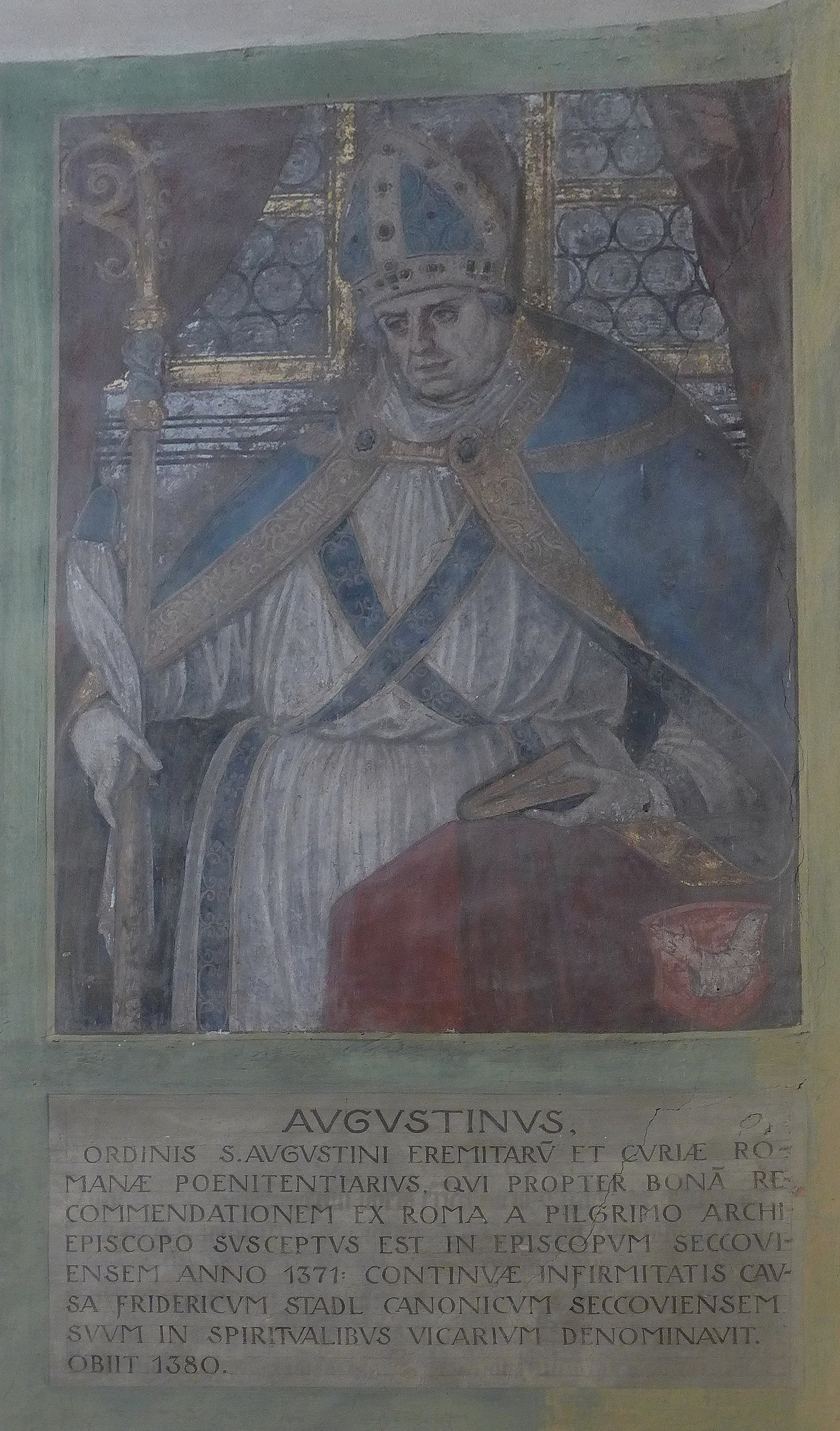
Halbfigurenportrait Bischof Augustin Münzmeister von Breisach, Basilika Seckau, Bischofskapelle (Darstellung um 1595)

Augustin Münzmeister von Breisach († 25. März 1380) war Bischof von Seckau.
Augustin Münzmeister von Breisach entstammte einem Patriziergeschlecht aus der oberbadischen Stadt Breisach. Er trat dem Augustinerorden bei und wurde 1361 im Auftrag von Papst Innozenz VI. Generalprokurator seines Ordens bei Kaiser Karl IV. Er genoss bei der Kurie in Avignon hohes Ansehen und war mehrere Jahre an der päpstlichen Poenitentiarie. 
Papst Gregor XI. ernannte Münzmeister von Breisach am 26. April 1372 unter Missachtung des Besetzungsrechtes durch den Salzburger Erzbischof zum Bischof von Seckau. Der Erzbischof ernannte dagegen seinen Neffen Johann von Neuberg, der folgende Rechtsstreit wurde zugunsten Bischof Augustins entschieden.
Der Streit um das Bistum belastete das Bistum durch Verpfändungen und Veräußerungen schwer und provozierte die Feindschaft des Adels. Bischof Augustin konnte in der Steiermark nie wirklich Fuß fassen und starb im Jahr 1380. Seine Grabstätte ist unbekannt.